# Wikiversity Beta

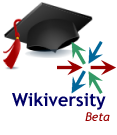
Logo Bety, které bylo využíváno jednotlivými wikiverzitami ještě před tím, než komunita schválila současné logo

Wikiversity Beta (slangově Beta) je název multijazykového projektu založeného Nadací Wikimedia. Důvodem k založení byla potřeba vytvořit pravidla realizace výzkumu. To se dělo diskusí uživatelů z různých jazykových verzí tak, že se jednotlivé diskuse překládaly do jednotlivých jazyků a pak zas zpět do angličtiny. Tato pravidla, nejsou stále hotova. Dalším důvodem k založení tohoto projektu byla potřeba projektově specifického prostředí pro inkubaci nových jazykových verzí. Později se také objevila možnost využívat Betu k mezinárodní spolupráci na mezinárodních projektech a kurzech, či sdílet zde různá data. Tento cíl však nebyl doveden do konce.
Beta však ve svých počátcích byla využívána pouze k diskusi nad pravidly. Nové jazykové verze se inkubovaly v projektu nazvaném Incubator, který vznikl právě kvůli inkubaci nových projektů. Teprve až česká verze byla první, která se zrodila na Betě. V současné době se tak již tradičně nové verze připravují v tomto mnoho jazyčném prostředí, v prostředí, kde působí i zkušenější uživatelé z jiných Wikiverzit.
V roce 2008 ale došlo k návrhu Betu zrušit a její funkci rozpustit do projektů Meta-Wiki (projekt určený pro komunitní diskusi všech Wikimedianů) a již zmiňovaného Incubatoru. Hlasování nakonec dopadlo ve prospěch Bety a jejích zastánců, kteří argumentovali tím, že ji dala vzniknout samotná Nadace a že je lepší mít inkubující se projekty ve wikiverzitním prostředí již od začátku. 
Beta nemá svůj IRC kanál, často se ale setkávají uživatelé mnohých Wikiverzit na kanále #wikiversity.